# 731 Sorga
731 Sorga eller 1912 OQ är en asteroid i huvudbältet, som upptäcktes den 15 april 1912 av den tyske astronomen Adam Massinger i Heidelberg. Den är uppkallad efter det indonesiska ordet Surga.
Den har en diameter på ungefär 34 kilometer.